# Paxico (Kansas)
Paxico é uma cidade localizada no estado americano de Kansas, no Condado de Wabaunsee.

## Demografia
Segundo o censo americano de 2000, a sua população era de 211 habitantes.
Em 2006, foi estimada uma população de 210, um decréscimo de 1 (-0.5%).

## Geografia
De acordo com o United States Census Bureau tem uma área de
0,4 km², dos quais 0,4 km² cobertos por terra e 0,0 km² cobertos por água.

## Localidades na vizinhança
O diagrama seguinte representa as localidades num raio de 20 km ao redor de Paxico.